# سمية إراوي
سمية إراوي (من مواليد 19 مارس 1996) هي لاعبة جودو مغربية. حازت على الميدالية الفضية في دورة الألعاب الأفريقية 2019 وحاصلة على خمس ميداليات، بما في ذلك ميداليتين ذهبيتين، في بطولة إفريقيا للجودو. كما مثلت إراوي المغرب في دورة الألعاب الأولمبية الصيفية 2020 في طوكيو باليابان.

## مسيرتها
فازت سمية بالميدالية الذهبية في بطولة أفريقيا للجودو 2018 التي أقيمت في تونس العاصمة. وشاركت أيضًا في منافسات وزن 57 لغم للسيدات في ألعاب البحر الأبيض المتوسط 2018 التي أقيمت في تاراغونا، كاتالونيا، إسبانيا.
وفي عام 2019، حصلت على الميدالية الفضية في منافسات وزن 52 كجم للسيدات في بطولة إفريقيا للجودو التي أقيمت في كيب تاون بجنوب أفريقيا. كما فازت بالميدالية الفضية في وزن 52 كغم للسيدات في دورة الألعاب الإفريقية 2019 التي أقيمت في الرباط بالمغرب. في نفس الشهر، شاركت أيضًا في منافسات وزن 52 كغم في بطولة العالم للجودو 2019 التي أقيمت في طوكيو، اليابان. وبعد شهر، فازت بإحدى الميداليات البرونزية في سباق الجائزة الكبرى للجودو 2019 الذي أقيم في طشقند، أوزبكستان.
كما فازت بالميدالية الفضية في بطولة إفريقيا للجودو 2020 التي أقيمت في أنتاناناريفو بمدغشقر. في عام 2021، شاركت في منافسات وزن 52 كغم للسيدات في بطولة العالم للجودو التي أقيمت في الدوحة، قطر حيث وأُقصيت في أول مباراة لها ضد المجرية ريكا بوب. وفي بطولة إفريقيا للجودو 2021 التي أقيمت في داكار، السنغال، فازت بالميدالية الذهبية بعد تغلبها على الإيفوارية ساليمطا فوفانا.
وفي عام 2021، مثلت المغرب في دورة الألعاب الأولمبية الصيفية 2020 في طوكيو باليابان. شاركت في منافسات وزن 52 كغم. فازت بمباراتها الأولى ضد التايلندية كاتشاكورن واراسيها ثم أُقصيت ضد تشيلسي جايلز من بريطانيا. التي فازت بإحدى الميداليات البرونزية في هذا الحدث. وبعد بضعة أشهر، خسرت الميدالية البرونزية في حدثها في بطولة الجودو جراند سلام التي أقيمت في أبو ظبي، الإمارات العربية المتحدة.
خسرت الميدالية البرونزية في منافسات وزن 52 كغم في دورة ألعاب البحر الأبيض المتوسط 2022 التي أقيمت في وهران بالجزائر.

## الإنجازات
| العام | المسابقة                   | المكان                 | الترتيب       | المنافسات                                |
| ----- | -------------------------- | ---------------------- | ------------- | ---------------------------------------- |
| 2013  | البطولة الإفريقية للكاديت  | الجزائر، الجزائر       | المركز الثالث | منافسات الوزن أقل من 57 كيلوغرام للسيدات |
| 2015  | البطولة الإفريقية للشباب   | شرم الشيخ، مصر         | المركز الأول  | منافسات الوزن أقل من 57 كيلوغرام للسيدات |
| 2016  | البطولة الإفريقية للشباب   | الدار البيضاء، المغرب  | المركز الثالث | منافسات الوزن أقل من 57 كيلوغرام للسيدات |
| 2017  | بطولة إفريقيا للجودو       | أنتاناناريفو، مدغشقر   | المركز الخامس | منافسات الوزن أقل من 57 كيلوغرام للسيدات |
| 2017  | الألعاب الفرنكفونية        | أبيدجان، ساحل العاج    | المركز الثالث | منافسات الوزن أقل من 57 كيلوغرام للسيدات |
| 2018  | بطولة إفريقيا للجودو       | تونس العاصمة، تونس     | المركز الأول  | منافسات الوزن أقل من 57 كيلوغرام للسيدات |
| 2018  | ألعاب البحر الأبيض المتوسط | طركونة، إسبانيا        | المركز الخامس | منافسات الوزن أقل من 52 كيلوغرام للسيدات |
| 2019  | بطولة إفريقيا للجودو       | كيب تاون، جنوب إفريقيا | المركز الثاني | منافسات الوزن أقل من 52 كيلوغرام للسيدات |
| 2019  | الألعاب الإفريقية          | الرباط                 | المركز الثاني | منافسات الوزن أقل من 52 كيلوغرام للسيدات |
| 2020  | بطولة إفريقيا للجودو       | أنتاناناريفو، مدغشقر   | المركز الثاني | منافسات الوزن أقل من 52 كيلوغرام للسيدات |
| 2021  | بطولة إفريقيا للجودو       | داكار، السنغال         | المركز الأول  | منافسات الوزن أقل من 52 كيلوغرام للسيدات |
| 2021  | الألعاب الأولمبية          | طوكيو، اليابان         | المركز التاسع | منافسات الوزن أقل من 52 كيلوغرام للسيدات |
| 2022  | بطولة إفريقيا للجودو       | وهران، الجزائر         | المركز الثالث | منافسات الوزن أقل من 52 كيلوغرام للسيدات |
| 2023  | الألعاب العربية            | الجزائر، الجزائر       | المركز الأول  | منافسات الوزن أقل من 52 كيلوغرام للسيدات |
| 2023  | بطولة إفريقيا للجودو       | الدار البيضاء، المغرب  | المركز الأول  | منافسات الوزن أقل من 52 كيلوغرام للسيدات |

## وصلات خارجية
- سمية إراوي على موقع الفيدرالية الدولية للجودو (الإنجليزية)
- سمية إراوي على موقع JudoInside.com (الإنجليزية)
- سمية إراوي على موقع AllJudo.net (الفرنسية)
- سمية إراوي على موقع اللجنة الأولمبية الدولية (الإنجليزية)
- سمية إراوي على موقع أوليمبيديا (الإنجليزية)
- سمية إراوي على موقع اللجنة الأولمبية المغربية (الفرنسية)